# Robin (Film)
Robin ist ein Kurzfilm des Regisseurs Hanno Olderdissen aus dem Jahr 2007, mit dem er seinen Abschluss an der Internationalen Filmschule Köln machte und bei nationalen und internationalen Festivals reüssierte.

## Handlung
Nach einem Heimaufenthalt kommt der achtjährige Robin zurück zu seiner Familie in eine Plattenbausiedlung. In einem Streit verletzt der gewalttätige Vater Robins kleine Schwester schwer und flüchtet aus der Wohnung. Die Mutter ist offensichtlich unfähig zu handeln. Als die Sozialarbeiterin Scholle an der Wohnungstür klingelt, will Robin sich und seine Mutter schützen und tötet den Säugling aus Angst die Familie wieder verlassen zu müssen.

## Kritik
„Ein wichtiges Thema, ein großartiger kleiner Darsteller, eine starke Wirkung - ein herausragender Abschlussfilm.“

## Auszeichnungen
- 2008: Gewinner des Studio Hamburg Nachwuchspreises in der Kategorie Beste Regie
- 2008: Gewinner des First Steps Awards in der Kategorie Kurz- und Animationsfilme bis 25 Minuten
- 2007: Aufnahme in den Katalog der AG Kurzfilm[3]